# Opelika (Alabama)
Opelika é uma cidade localizada no estado americano do Alabama, no Condado de Lee.

## Demografia
Segundo o censo americano de 2000, a sua população era de 23.498 habitantes.
Em 2006, foi estimada uma população de 24.563, um aumento de 1065 (4.5%).

## Geografia
De acordo com o United States Census Bureau, a localidade tem uma área de 138,4 km², dos quais 136,7 km² cobertos por terra e 1,7 km² cobertos por água.

## Localidades na vizinhança
O diagrama seguinte representa as localidades num raio de 32 km ao redor de Opelika.